# ロクロワの戦い
ロクロワの戦い（ロクロワのたたかい、仏：Bataille de Rocroi）は、三十年戦争中の1643年5月19日、フランドル（南ネーデルラント）からパリに向かっていたフランシスコ・ダ・メルロ率いるスペイン軍とアンギャン公ルイ2世率いるフランス軍によって、北フランスの町ロクロワ付近で行われた戦い。

## 背景
1635年にフランスは三十年戦争に参戦し、神聖ローマ帝国及びスペインと度々交戦していた。1640年以降はスペイン本土のカタルーニャへの派兵を行い、スペインへの圧力を強めていた。
1643年、前年のホーンコートの戦いでフランス軍に対し輝かしい勝利を収めたスペイン領ネーデルラント総督フランシスコ・ダ・メルロは、フランス国王ルイ13世が病床についた事を好機と捉え、再度のフランス領への侵攻を決定した。スペインの侵攻軍は三つの部隊に分かれ、メルロ及びイーゼンブルク公率いる部隊がロクロワへ向かい、ジーン・デ・ベック率いる分遣隊がロクロワから12キロ離れたChateau Regnaultへ向かった。これらの都市はパリ侵攻への拠点となるはずであった。
フランス軍はスペイン軍の侵攻を予期していたものの、スペイン軍の攻撃目標がどの都市にあるのか判断出来ないでいた。しかし5月12日にイーゼンブルク公がロクロワの包囲を開始すると、フランス軍を率いるアンギャン公は直ちにロクロワへ向かった。

## 両軍の戦力

### フランス軍
フランス軍は一部の部隊指揮官が社交のためにパリへ出向いており招集に間に合わないなど、指揮官の足並みが乱れており、総指揮官のアンギャン公も弱冠22歳と経験不足だった。しかしJean de GassionやBaron de Sirotなどの経験豊富な指揮官も擁していた。
しばしばフランス軍は軽量で機動性の高い野戦砲を装備していたと言われるが、裏付けとなる明確な史料は残されていない。

### スペイン軍
スペイン軍の状況はフランス軍よりも深刻であった。部隊指揮官には総指揮官であるメルロの弟が軍務未経験にもかかわらず抜擢されるなどしており、経験豊富な指揮官の数はフランス軍よりも少なかった。総指揮官であるメルロも、キャリアの大半を外交官として過ごしており、軍務経験は１年半ほどであった。またポルトガルやカタルーニャでの反乱を鎮圧するため、ベテランの兵士たちをスペイン本土へ送還していたため、兵士の質でも劣っていた。特に騎兵は前年冬の寒波の影響で騎馬に十分な糧食を与えられておらず、訓練も不足していた。

## 戦闘

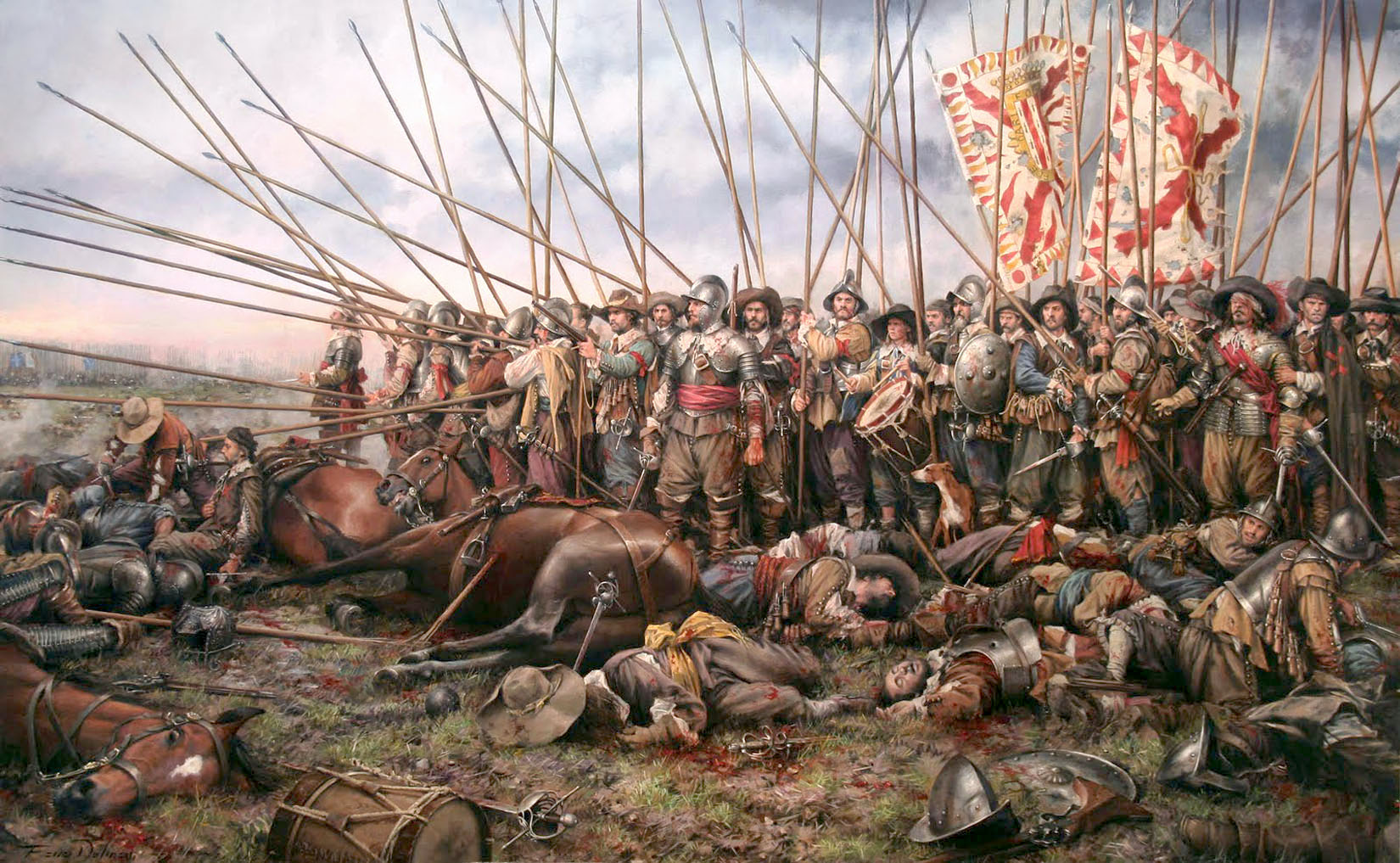
ロクロワの戦い（1643年）

5月18日、前日夜に到着していたフランス軍は、ロクロワへの進軍を開始した。スペイン軍はフランス軍とロクロワとの間を塞ぐように布陣し、メルロは分遣隊のデ・ベックに対して救援に来るよう伝令を送った。布陣した両者はすぐには衝突せず、わずか数百メートルの距離を挟んで対峙したまま眠った。更にスペイン軍はフランス軍右翼の林の中にマスケット兵1000名を待機させた。
19日の夜明け、午前3時〜4時の間に戦闘が開始されたとされる。先に動いたのはデ・ベックへ伝令が送られたことを知ったフランス軍であった。フランス軍はまず右翼の騎兵で林の中のマスケット兵を排除したが、左翼のLa Ferte率いる騎兵とL'Hopital率いる中央左翼の歩兵は多大な損害を受けて攻撃を跳ね返された。スペイン兵は勝利を確信し、帽子を放り投げ歓声を上げたが、スペイン軍中央の歩兵を率いるスペイン軍の数少ない経験豊富な指揮官Paul-Bernard Fontaine（老齢のため馬ではなく兵士の担ぐ椅子に座っていた）は狙撃により死亡した。フランス軍は砲兵指揮官が死亡し、一度は砲を奪取されるなど苦境に陥ったが、後衛のSirotにより規律を回復させることに成功し、砲を再奪取した。
一方、アンギャン公及びGassion率いるフランス軍右翼は、林の中のスペイン兵を排除し終えるとスペイン軍左翼騎兵に対し攻撃を加えた。反撃に出たスペイン軍左翼騎兵は一時砲を奪取することに成功するが、フランス軍中央右翼の歩兵によって撃退され、さらにフランス軍右翼騎兵に追撃を受けて潰走した。アンギャン公はそのままスペイン軍中央歩兵の後方を回り込み、スペイン軍右翼騎兵を背後から攻撃した。すでに経験豊富な指揮官を失っていたスペイン軍の歩兵はこの動きに対応することができず、右翼騎兵への奇襲を許してしまう。スペイン軍右翼騎兵は指揮官のイーゼンブルク公が負傷して捕らえられており、抵抗することができず潰走した。
丸裸となったスペイン軍の歩兵たちは、左翼のイタリア人、ブルゴーニュ人、後衛のワロン人などの部隊が逃走し、スペイン人からなる部隊のみが戦場に取り残された。

### 最後の抵抗
歩兵と共に取り残されたメルロは脱出や降伏ではなく、その場に留まり、抵抗することを選択した。デ・ベックの救援か、潰走した部隊が再編成して戦場に復帰するのを期待していたとされる。スペイン軍は強固な方陣を形成し、包囲するフランス軍に対し抵抗を試みた。アンギャン公はデ・ベックが9時ごろに現れると予想しており、降伏勧告が断られると迅速に攻撃を開始した。
フランス軍は砲、歩兵、騎兵によって複数回の攻撃を行うが、極めて優位な状況に立ちながら、スペイン軍の方陣を崩すことができなかった。「生きた人間からなる岩の要塞」と形容された方陣は、霰弾などによって多大な損害を出しながらも数時間に渡って抵抗を続けた。しかし、デ・ベックはついに現れず、スペイン軍の指揮官は包囲戦の際の守備隊と同じ条件（武装や軍旗を保ったまま解放される）で降伏した。

## その後
スペイン軍を破ったアンギャン公は即座の追撃を行わず、一週間後の26日に再度出撃する。しかしその後もティオンヴィルの攻略に8月までかかるなど、好機を生かすことができなかった。
一方のスペイン軍は大きな打撃を受け、多くの兵員と共に軍の文書全てや指揮バトンまで失ったが、アンギャン公が追撃を行わなかったためにスペイン領フランドルの防備を固めることができた。
フランスとスペインの戦争は16年後の1659年まで続くことになる。

## 関連作品
映画
- 『アラトリステ』 、2006年、スペイン、アグスティン・ディアス・ヤネス監督

ボードゲーム
- Vae Victis N°11 『Rocroi 1643』（フランス語）、History&Colectors社